# Rebalas
Rebalas is een bestuurslaag in het regentschap Pasuruan van de provincie Oost-Java, Indonesië. Rebalas telt 6814 inwoners (volkstelling 2010).